# Заслуженный сотрудник органов безопасности Российской Федерации
«Заслу́женный сотру́дник о́рганов безопа́сности Росси́йской Федера́ции» — почётное звание, входящее в систему государственных наград Российской Федерации.

## Основания для присвоения
Звание «Заслуженный сотрудник органов безопасности Российской Федерации» присваивается высокопрофессиональным сотрудникам за личные заслуги:
- в укреплении безопасности страны, поддержании в России конституционного строя и правопорядка;
- в своевременном предотвращении противозаконных действий со стороны террористических и экстремистских организаций;
- в защите прав и свобод человека и гражданина с соблюдением принципов всеобщего равенства перед законом;
- в борьбе с преступностью и коррупцией;
- в защите государственной границы Российской Федерации;
- в подготовке квалифицированных кадров для органов федеральной службы безопасности.

Почётное звание «Заслуженный сотрудник органов безопасности Российской Федерации» присваивается, как правило, не ранее чем через 20 лет в календарном исчислении с начала осуществления служебной деятельности в органах федеральной службы безопасности и при наличии у представленного к награде лица ведомственных наград (поощрений) федерального органа государственной власти.

## Порядок присвоения
Почётные звания Российской Федерации присваиваются указами Президента Российской Федерации на основании представлений, внесенных ему по результатам рассмотрения ходатайства о награждении и предложения Комиссии при Президенте Российской Федерации по государственным наградам.

## История звания
Почётное звание «Заслуженный сотрудник органов безопасности Российской Федерации» установлено Указом Президента Российской Федерации от 28 мая 1997 года № 530 «О внесении дополнений в Указ Президента Российской Федерации от 30 декабря 1995 года № 1341 „Об установлении почётных званий Российской Федерации, утверждении положений о почётных званиях и описания нагрудного знака к почётным званиям Российской Федерации“».
Тем же указом утверждено первоначальное Положение о почётном звании, в котором говорилось:
Почётное звание «Заслуженный сотрудник органов безопасности Российской Федерации» присваивается военнослужащим органов федеральной службы безопасности за заслуги в укреплении безопасности страны и состоящим на военной службе 15 и более лет в календарном исчислении.
В настоящем виде Положение о почётном звании утверждено Указом Президента Российской Федерации от 7 сентября 2010 года № 1099 «О мерах по совершенствованию государственной наградной системы Российской Федерации».

## Нагрудный знак
Нагрудный знак имеет единую для почётных званий Российской Федерации форму и изготавливается из серебра высотой 40 мм и шириной 30 мм. Он имеет форму овального венка, образуемого лавровой и дубовой ветвями. Перекрещенные внизу концы ветвей перевязаны бантом. На верхней части венка располагается Государственный герб Российской Федерации. На лицевой стороне, в центральной части, на венок наложен картуш с надписью — наименованием почётного звания.
На оборотной стороне имеется булавка для прикрепления нагрудного знака к одежде. Нагрудный знак носится на правой стороне груди.

## Присвоения звания
- Бортников, Александр Васильевич
- Джабаров, Владимир Михайлович (2005)[3][4]
- Патрушев, Николай Платонович